# The Woman from Mellon's
The Woman from Mellon's er en amerikansk stumfilm fra 1910 af D. W. Griffith.

## Medvirkende
- Billy Quirk som Harry Townsend
- George Nichols som James Petersby
- Mary Pickford som Mary Petersby
- James Kirkwood
- Linda Arvidson